# 锡尼奥卡梅内
锡尼奥卡梅内 , 是保加利亚东南部布爾加斯州斯雷代茨市鎮的村庄。